# Закони на войната
„Закони на войната“ (на английски: Martial Law) е американски сериал по идея на Карлтън Кюз, излъчван по CBS от 1998 до 2000 г.
Главният герой Само Лоу, чиято роля се изпълнява от Само Хунг, е китайски полицай и експерт по бойните изкуства, който отива в Лос Анджелис в търсене на свой колега и остава в Щатите.

## „Закони на войната“ в България
В България сериалът започва излъчване на 26 май 2010 г. по Диема, всеки делник от 20:00 и приключва на 26 юли. Ролите се озвучават от артистите Ани Василева, Христина Ибришимова, Николай Николов, Здравко Методиев и Силви Стоицов.